# Kàtib
Kàtib —àrab: كاتب, kātib, en plural كتاب, kuttāb, escriptor, escriba o secretari— va ser un càrrec que es donava a tot el món àrab i musulmà als encarregats de redactar els documents oficials o administratius. Es podria traduir per amanuense o escrivà, tot i que l'ofici més aviat equivalia al d'una mena de secretari particular dels dirigents o d'una persona del servei administratiu, tot i que tant podia ser un empleat com un cap d'oficina.